# 三氯乙酸镥
三氯乙酸镥是镧系元素镥的三氯乙酸盐，化学式为Lu(CCl3COO)3，可溶于水，其水溶液不稳定。它可由氢氧化镥和三氯乙酸在≤18 °C时反应得到。它可以和4,4'-联吡啶形成配合物。三氯乙酸镥的固体加热分解，生成无水氯化镥。